# Huperzia selago
Espèce
Statut de conservation UICN

 LC  : Préoccupation mineure
Synonymes
- Lycopodium selago (L.) Basionyme

Huperzia selago est une espèce de lycopodes de la sous-famille des Huperzioideae. On la retrouve en Europe, en Amérique du Nord ainsi qu'au Japon.

## Taxonomie

### Historique et dénomination
Espèce décrite par le naturaliste suédois Carl von Linné en 1753, sous le nom initial de Lycopodium selago, reclassé dans le genre Huperzia par le botaniste allemand Johann Jakob Bernhardi en 1829.

### Nomenclature
Le nom la sous-espèce Huperzia selago subsp. selago est un autonyme, c’est-à-dire un nom créé automatiquement selon les règles du Code international de nomenclature pour les algues, champignons et plantes (ICN). Ce nom est généré lorsqu’un taxon est subdivisé pour la première fois en sous-espèces : la sous-espèce contenant le type nomenclatural hérite alors du nom répété, ici selago.
Dans ce cas, Huperzia selago subsp. selago désigne la sous-espèce correspondant à la description originale de l'espèce faite par Linné en 1753.
L'autre sous-espèce décrite est Huperzia selago subsp. appressa (La Pylaie ex Desv.) D.Löve.

### Nom vernaculaire
Lycopode sabine, Lycopode sélagine ou Sélagine.

### Étymologie
On pense que selago, nom peut-être d’origine celtique, a été attribué par Pline au 1er siècle de notre ère a des conifères, et appliqué ultérieurement à des lycopodes à cause d’une certaine ressemblance des feuilles.

### Description

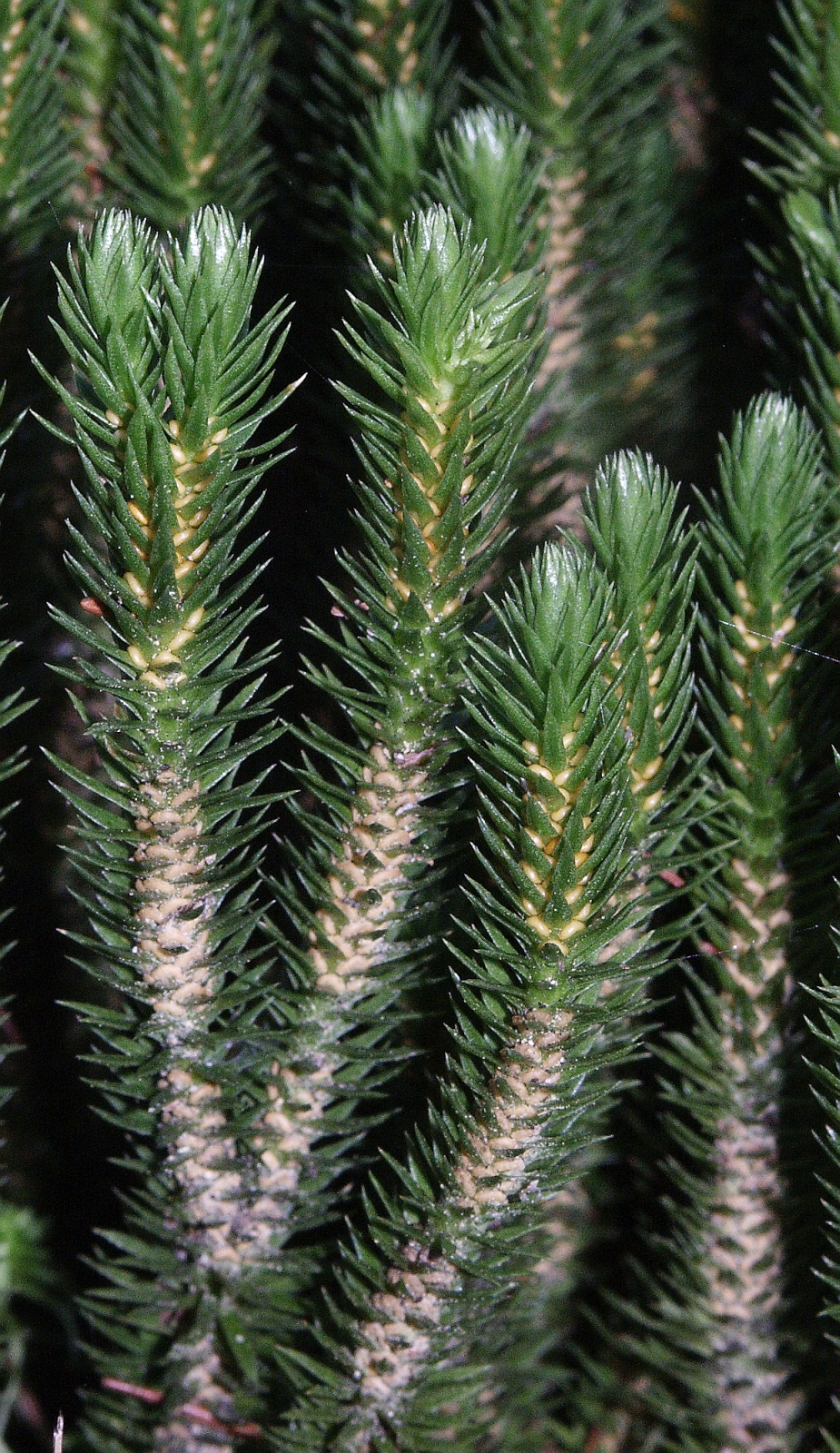
Exemple de ramifications dichotomiques typique de H.selago subsp. selago

C’est un lycopode aux tiges dressées, de 5–15 cm de hauteur, ramifiées dichotomiquement et formant une touffe. Les feuilles sont rigides et coriaces, généralement d’un vert foncé. Les sporophylles sont peu différenciées, les sporanges étant portés à l’aisselle de feuilles semblable aux autres et ne formant pas d’épis distinctifs.
Il présente la particularité de se reproduire aussi par multiplication végétative grâce à des bulbilles feuillées de quelques millimètres formées près du sommet des tiges. Ces bulbilles se détachent facilement sous l’effet d’un choc et se développent en une nouvelle plante.
C’est une plante vivace à la fructification estivale, mais les spores ne sont parfois, principalement en Grande-Bretagne et en Europe du Nord, dispersées qu’au printemps suivant. Les tiges feuillées sont persistantes.

## Risques de confusion
Peut être confondu avec de grandes mousses, comme le genre Polytrichum, ainsi qu’avec Selaginella selaginoides.

## Distribution et habitat

### Distribution
On rencontre cette espèce dans les régions tempérées froides de l’hémisphère nord.

#### En Europe
Sa répartition est vaste, couvrant tous les pays nordiques et toute l’Europe centrale, ainsi que le nord de la Russie, la Bielorussie, et l’Ukraine. Elle est fréquente aussi en Écosse mais plus disséminée dans le reste des îles Britanniques. Uniquement en montagne et se raréfiant beaucoup, à l’approche du bassin méditerranéen : Pyrénées et cordillère Cantabrique, en Espagne, Alpes et nord des Apennins en Italie, chaînes dinariques et Balkans.
En France, cette plante est en régression et ne se trouve pratiquement plus actuellement que dans les massifs montagneux ; massif vosgien, Jura, Alpes du Nord, Massif central, et sur toute la chaîne pyrénéenne. Elle est assez rare dans les massifs montagneux de Corse centrale et très rare dans les Alpes du Sud (région de Lus-la-Croix-Haute et Mercantour; redécouverte en 2000, en Ubaye, dans les Alpes-de-Hautes-Provence où elle n’avait pas été revue depuis le XIXe siècle), ainsi que dans les Ardennes. Cette plante est très localisée aussi sur la périphérie du Massif central : Limousin, monts du Forez, Mézenc et Plateau ardéchois, Aubrac, Rouergue siliceux (Palanges), Cévennes, Aigoual, monts de Lacaune. Elle a existé en quelque localités de basse altitude, dans le bassin Parisien, et principalement en Bretagne et Normandie armoricaine. Elle ne survit plus qu’en quelques populations extrêmement réduites dans les monts d’Arrée dans le Finistère.

#### Hors d'Europe
On la rencontre en Asie, à travers la Sibérie jusqu’au Kamtchatka et au Japon, et plus au sud dans le Caucase et l’Himalaya. Également au Groenland et en Amérique du Nord, principalement dans une grande partie du Canada et dans le nord-est des États-Unis. L’espèce a été remplacée par Huperzia suberecta aux Açores et à Madère.

### Habitat

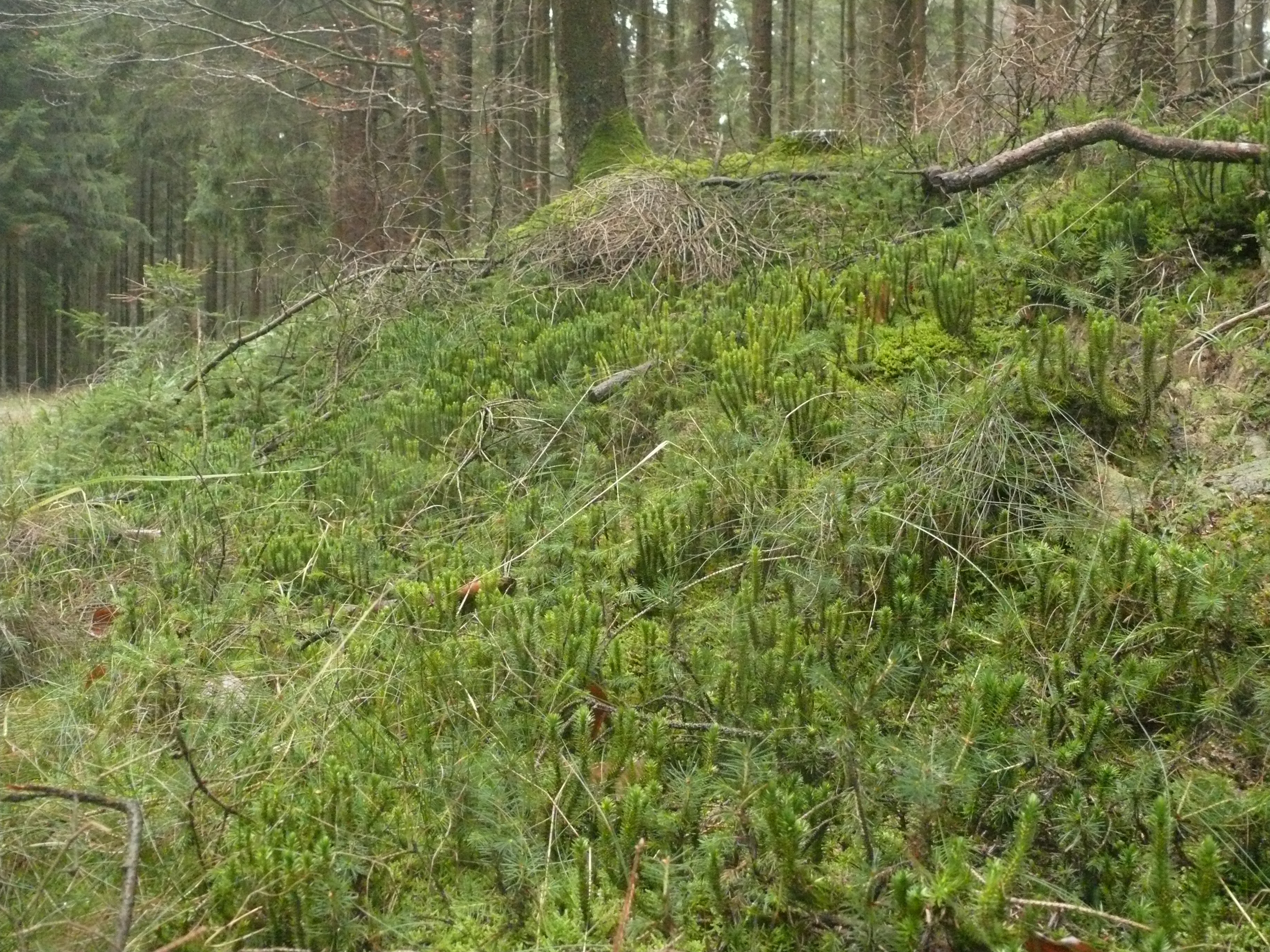
Exemple d’habitat de H.selago subsp. selago

C’est une plante montagnarde des terrains siliceux ou calcaire acidifiés en surface. Pousse soit à découvert sur les rebords rocheux, dans les landes à callune et myrtille ou à rhododendrons, ainsi que dans les tourbières, soit en sous-bois, dans les endroits frais, talus humide, berges de ruisseaux ou rochers. Optimum de 500–600 m jusqu’à plus de 2 000 m d’altitude. Elle descend exceptionnellement en plaine sous les latitudes française, dans les landes à bruyères et des tourbières, mais des stations de basse altitude sont plus fréquentes en Europe du Nord.

## Nombre chromosomique
Le nombre chromosomique et le degré de ploïdie sont encore mal connus et ne semble pas constants à travers l’aire européenne de l’espèce. Des anomalies dans le déroulement de la méiose ont parfois été observées, suggérant des phénomènes d’hybridations; il semble donc s’agir d’un groupe plutôt que d’une seule espèce.

## Utilisation par les Gaulois
Pline l'Ancien dans son Histoire naturelle mentionne une plante nommée selago et ressemblant à la sabine. Elle n'est pas identifiée avec certitude, mais Georges Dottin dans son ouvrage La Langue gauloise l'identifie à Huperzia selago.

« La plante appelée selago ressemble à cette sabine. On la cueille sans se servir du fer avec la main droite, à travers la tunique à l'endroit où on passe la gauche, comme pour voler ; il faut être vêtu de blanc, avoir les pieds nus et bien lavés, et avoir, avant la cueillette sacrifié avec du pain et du vin ; on l'emporte dans une serviette neuve. Les druides gaulois ont publié qu'il faut en avoir sur soi contre tous les malheurs et que la fumée en est utile contre toutes les maladies des yeux. »

— Pline l'Ancien, Histoire naturelle
Ce rite de cueillette, à rapprocher de celui que Pline décrit pour le gui, semble indiquer que la plante est sacrée et prise aux dieux, ce qui nécessite un sacrifice en compensation et des marques de respect. Pour Armand Delatte, il n'est pas forcément question de passer son bras droit par le trou gauche de sa tunique, mais simplement de cueillir la plante à travers la tunique à l'endroit du bras gauche.